# Mallah
Mallah (Mellah) fou el nom donat als barris jueus a les ciutats i pobles del Marroc. El nom està lligat a l'establiment de la comunitat jueva a Fes, quan al segle XV foren obligats a abandonar les seves residències per instal·lar-se a un lloc anomenat al-Mallah (La salina) al barri d'Hims. El segle xvi el nom es va donar al barri jueu de Marraqueix i al segle xvii a Meknes. Al segle xix es va estendre a altres ciutats especialment del litoral com Rabat, Salé, Mogador, Tetuan i altres. A Tetuan va prevaldre finalment el nom espanyol "judería", però mallah va quedar per a la resta. A Mogador els jueus van arribar a ser majoria.